# 那布·穆金·泽瑞
那布·穆金·泽瑞（公元前731年—公元前729年在位）（英語：Nabu-mukin-zeri）巴比伦国王。他被亚述国王提格拉特帕拉沙尔三世击败，后者在占领巴比伦后，自立为王。 